# Château de La Cépière
Le château de la Cépière est un château situé à Toulouse, en France. Héritier d'un ancien domaine agricole, appartenant au XIIIe siècle aux comtes de Toulouse, il est construit à partir du XVe siècle pour la famille de Goirans. S'il appartient, au milieu du XVIe siècle, au marchand toulousain Auger de Lacipière – qui lui laisse son nom –, c'est surtout à Pierre de Vignaux que sont dus d'importants travaux de construction menés à partir de 1589. Le château est agrandi et réaménagé au cours du XVIIe siècle pour la famille de Bayard, puis au XVIIIe siècle pour le séminaire diocésain, tandis que les travaux d'aménagement se sont poursuivis au XIXe siècle pour les barons de Sabatié-Garat. Il reste un témoin de l'évolution de l'architecture toulousaine, de l'influence de la Renaissance au classicisme.

## Situation et accès

### Situation
Le château de la Cépière se situe au 22 chemin de la Cépière. Il se trouve à l'est du micro-quartier des Pradettes, dans le quartier no 18 Lardenne / Pradettes / Basso-Cambo. Il est remarquable que le micro-quartier de la Cépière, qui tient naturellement son nom du château, se trouve dans un quartier différent, le quartier no 19 Casselardit / Fontaine-Bayonne / Cartoucherie.

### Accès
Le château de la Cépière se trouve à proximité du rond-point de la Cépière, où se trouvent les arrêts des lignes du Linéo L14 et des bus 18 et 87. Plus à l'ouest, le chemin du Ramelet-Moundi et l'allée des Vitarelles sont desservis par la ligne de bus 67.
Les stations de vélos en libre-service VélôToulouse les plus proches sont les stations no 263 (87 avenue Jean-Baylet) et no 385 (21 chemin de la Fronde).

## Histoire

### Les origines
Au début du XIIIe siècle, le comte de Toulouse possède un vaste domaine agricole à la limite entre la première et la deuxième terrasse de la Garonne, sur le territoire de Lardenne. C'est cette ferme comtale – la boaria del comte en occitan – qui est le lieu d'un épisode marquant de la croisade des albigeois : en 1216, Simon de Montfort, chef de la croisade et nouveau comte de Toulouse, y réunit près de deux mille otages, afin de faire pression sur les familles de l'aristocratie et de la bourgeoisie toulousaines. Le domaine reste aux mains des comtes de Toulouse jusqu'en 1271, date à laquelle, à la suite de la mort de la comtesse, Jeanne de Toulouse, et de son époux, Alphonse de Poitiers, le comté est réuni au domaine royal.
Au XVe siècle, le domaine est tenu en fief par la famille de Goirans, une importante famille de la noblesse toulousaine, dont plusieurs membres accèdent au capitoulat entre les XIVe et XVIe siècles. Une partie en est concédée à Jean Roger, tripier du faubourg de Saint-Cyprien. Il passe ensuite à Arnaud Madron, ferratier, capitoul en 1476-1477 et en 1488-1489, qui s'affranchit en 1506 de la tutelle féodale des Goirans. Par la suite, le domaine est tenu par son fils, Auger Madron, capitoul en 1518-1519. Au milieu du XVIe siècle, le domaine est passé au marchand Auger de Lacipière (ou La Cépière).

### Le domaine des Vignaux aux Bayard
Mais en 1585, à la suite de mauvaises affaires qui ruinent Auger de Lacipière, le domaine de la Cépière est mis sous séquestre, et vendu trois ans plus tard à Pierre de Vignaux, un riche négociant toulousain, qui a déjà été capitoul en 1571-1572, en 1577-1578 et en 1586-1587, et le sera encore en 1592-1593. C'est lui qui fait élever le château actuel, en s'appuyant sur le bâtiment plus ancien des Goirans.
En 1607, mort sans enfants, Pierre de Vignaux transmet le château et le domaine de la Cépière à son cousin, Michel de Bayard, capitoul deux ans plus tard, en 1609-1610. Riche négociant, il commerce avec l'Angleterre et l'Écosse avec son frère Simon de Bayard et Antoine de Ganté, capitoul en 1588-1589, en 1599-1600 et en 1608-1609. Il fait embellir le château, puisqu'on lui doit la construction de la tourelle sud-est et l'achèvement de la façade sud. Lors d'un procès qu'il mène contre le prieuré de la Daurade, le domaine de la Cépière est décrit comme vaste de 48 arpents, et comptant un château, une ferme et divers communs, un pigeonnier, un jardin, un verger et des champs. En 1614, l'ensemble passe à Antoine de Bayard, qui se dit seigneur de la Cipière, capitoul en 1664-1665, et maintenu dans la noblesse en 1669. En 1681, c'est son cousin, François de Bayard, qui hérite de la Cépière.
En 1707, Jean de Bayard, qui refuse toujours encore de reconnaître les droits du prieuré de la Daurade, est convoqué devant le tribunal de la sénéchaussée. Un nouveau procès s'engage et en 1729, il est condamné, par arrêté du parlement, à payer les dépens du procès et une indemnité de 550 livres et 12 sous. En 1736, à sa mort, son héritage est recueilli par son épouse, Angélique de Boiscourjon : face aux frais de succession, elle doit se résoudre à vendre le domaine de la Cépière.

### La maison de campagne du séminaire
Le domaine de la Cépière est acquis par Antoine de Calvet (1699-1790). Issu d'une puissante famille toulousaine, fils de Jean-Joseph de Calvet, trésorier général de France, puis premier président au bureau des finances pour la généralité de Toulouse, et de François de Vignes, Antoine de Calvet se consacre à la religion. Il réunit autour de lui de jeunes prêtres et achète plusieurs maisons proches de l'abbaye Saint-Sernin. En 1738, il obtient de l'archevêque, Jean Louis de Berton des Balbes de Crillon, l'érection de son établissement en séminaire : c'est le séminaire Saint-Charles (actuel lycée Théodore-Ozenne, no 9 rue Jean-Baptiste-Merly), destiné à l'enseignement et à la formation des prêtres, et confié à la compagnie des prêtres de Saint-Sulpice.
En 1745, Antoine de Calvet donne au séminaire le château de la Cépière, qui devient la maison de campagne du séminaire, mais aussi un domaine agricole situé à Paulhac, ainsi que des rentes et 20 000 livres. En 1763, après l'expulsion des jésuites ordonnée par le roi Louis XV l'année précédente, le séminaire diocésain est également confié par l'archevêque, Étienne-Charles de Loménie de Brienne, à Antoine de Calvet et aux prêtres de Saint-Sulpice. Entre 1763 et 1784, de nouveaux bâtiments sont progressivement élevés à l'emplacement des bâtiments de l'ancien couvent des Filles de l'Enfance (actuels no 30 bis-32 bis rue Valade).
Après le départ d'Antoine de Calvet pour Paris, où il prend la direction du séminaire, c'est l'abbé Gaspard de Saint-Félix qui prend la direction du séminaire Saint-Charles et devient l'administrateur du domaine de la Cépière.

### La famille Sabatié
En 1790, la Révolution française bouleverse l'histoire du domaine de la Cépière : bien de l'Église, il devient bien national. En 1792, il est mis aux enchères et finalement vendu à Guillaume Roux pour la somme de 73 000 livres, payables en douze années.
En 1810, la Cépière et son vaste domaine de 85 hectares appartiennent à Jean-Baptiste Sabatié, domicilié au no 10 rue Peyras. C'est lui qui fait modifier le château par l'arasement des créneaux de la tour carrée. En 1844, le domaine passe à Paul-Alexis Sabatié, puis, en 1887, à Jean-Baptiste et Paul-Édouard Sabatié-Garat. En 1904, il est cédé par les deux frères à Jean-Paul Sabatié-Garat. Il reste dans la famille Sabatié jusqu'au milieu du XXe siècle.

### Depuis les années 1960
Depuis 1961, la mairie de Toulouse et son nouveau maire, Louis Bazerque, portent un ambitieux projet d'aménagement urbain : la création d'une « ville nouvelle » au sud-ouest de la ville de Toulouse, sur les terrains agricoles qui appartiennent en partie à la commune. Le projet de la zone à urbaniser en priorité (ZUP) du Mirail est confié à une équipe d'architectes, Georges Candilis, Alexis Josic et Shadrach Woods. C'est la Société d'équipement Toulouse Midi-Pyrénées (SETOMIP), société d'économie mixte d'aménagement du territoire de la ville de Toulouse, qui est chargée de l'acquisition des terrains dévolus à la ZUP. C'est dans ce contexte que, en 1964, le domaine de la Cépière est acheté par la SETOMIP à Pierre Sabatié-Garat. Finalement, alors qu'il est laissé à l'abandon, il est racheté par Bernard Cave, un promoteur toulousain, et restauré par l'architecte Dominique Alet.
Le château est profondément restauré, mais aussi réaménagé et découpé en une quinzaine d'appartements de standing. De même, deux constructions neuves sont élevées en contrepoint de l'aile nord du château, et les anciennes écuries sont entièrement remaniées. Mais en 1973, le parc du château est traversé par une nouvelle voie rapide, l'avenue du Groupe-Morhange (partie de l'actuel périphérique), destinée à améliorer la desserte automobile du nouveau quartier du Mirail. Enfin, dans les années 1980, une nouvelle zone d'activités, le Péripole, est aménagée au sud du chemin de la Cépière, autour du pigeonnier.

## Description

### Château
Inscrit MH (1980, façades et toitures)
Le château est construit sur un plan en L. L'imposante masse de brique laissée apparente est développée sur deux étages éclairés par des baies segmentaires et par quelques magnifiques fenêtres à meneaux sculptés heureusement conservées. A l'est, la façade est agrémentée d'une élégante tourelle à l'angle sud-est et d'une imposante tour à l'angle nord-est. Elle présente une délicate ornementation en dentelle de staff au niveau des étages des fenêtres éclairant l'escalier et de la tour. Les meneaux agrémentés d'atlantes et de cariatides et le décor géométrique des croisillons sont très proches de ceux de l'hôtel du May à Toulouse. La tourelle est percée sur sa face nord de petites ouvertures pour armes à feu, au centre d'un motif de cœur. Les façades sur cour sont plus dépouillées, excepté les quelques meneaux et croisillons – parfois fragmentaires - et les corniches qui couronnent les fenêtres des étages et les portes. La porte qui permet d'accéder à l’escalier est encadrée par des pilastres doriques et est couronnée d'une corniche. A l'intérieur, un grand escalier à rampes droites formé de madriers de bois est orné de pilastres.
Les fenêtres à meneaux sont sculptées d'atlantes, de cariatides et de torsades encadrées de fleurons. Des pilastres doriques encadrent la porte permettant l'accès à l'escalier.

### Pigeonnier
Inscrit MH (1980, pigeonnier)

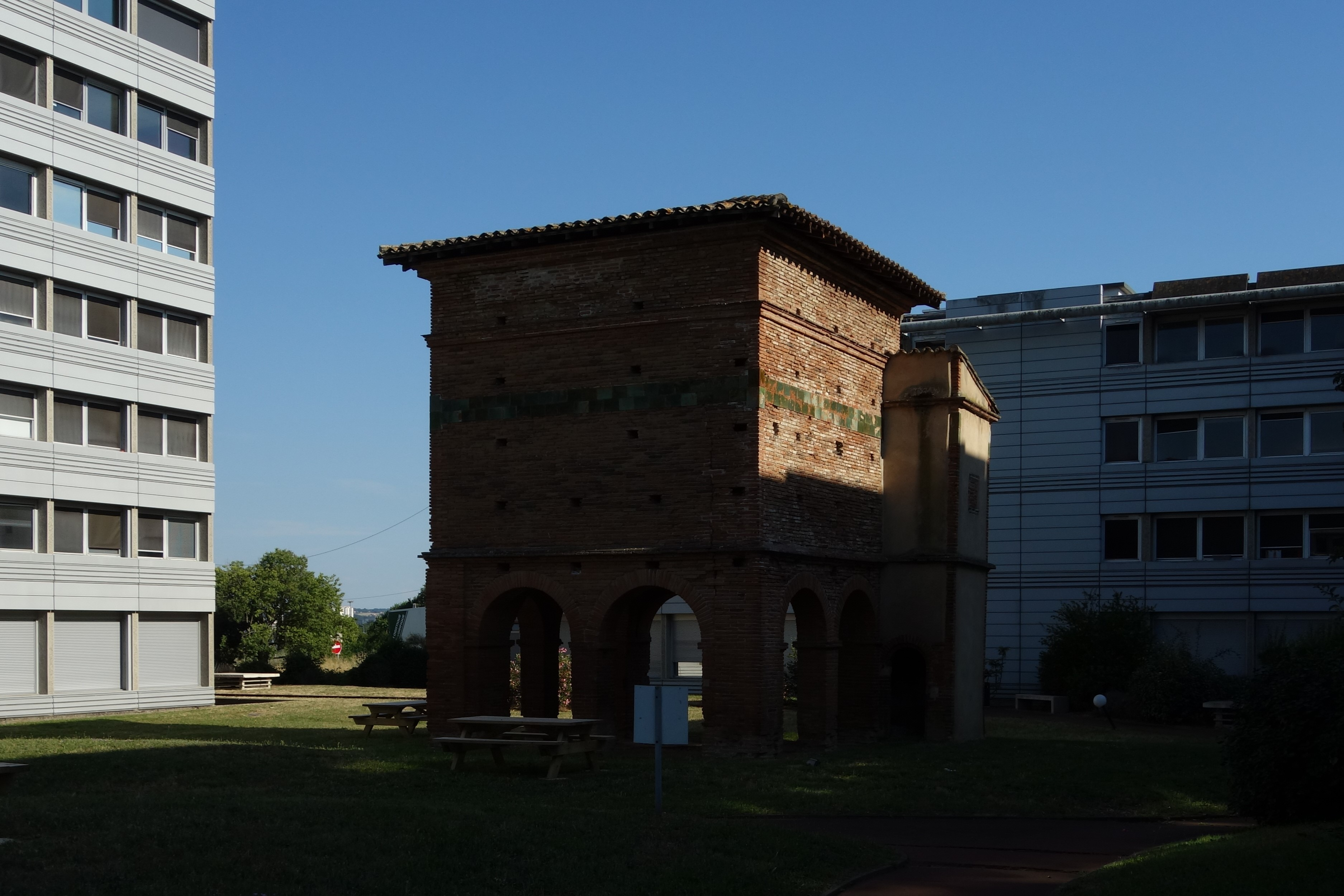
no 1 chemin du Pigeonnier-de-la-Cépière : le pigeonnier de la Cépière.

Le pigeonnier de la Cépière est le plus ancien pigeonnier de la ville. Il est construit à la fin du XVIe siècle, à la suite d'un contrat passé en 1589 entre Pierre de Vignaux, qui a acheté le domaine de la Cépière l'année précédente, et le maître-maçon Jean Anglade (ou Langlade).
Il s'élève au milieu du jardin du Péripole de la Cépière (actuels no 1-3 chemin du Pigeonnier-de-la-Cépière), à environ 120 mètres au sud du château. Bâti en brique, de plan carré, il repose sur huit piliers carrés reliés par quatre arcades voûtées en plein cintre. L'étage, séparé par un large cordon mouluré, est bâti sur une voûte d'arêtes. Il est percé d'une seule fenêtre étroite sur le côté est : l'accès en est empêché aux rongeurs et aux animaux nuisibles par une frise de carreaux de terre cuite vernissée de couleur verte qui fait le tour du bâtiment. Il est coiffé par un toit à quatre pans couvert de tuiles plates.
Sur le côté sud-ouest, la tourelle est probablement plus tardive. Elle permet d'accéder à l'étage grâce à un escalier.

## Protection
Le pigeonnier, les façades et les toitures du château sont inscrits à l'inventaire supplémentaire des monuments historiques par arrêté du 31 décembre 1980.